# Sphinx (observatoř)

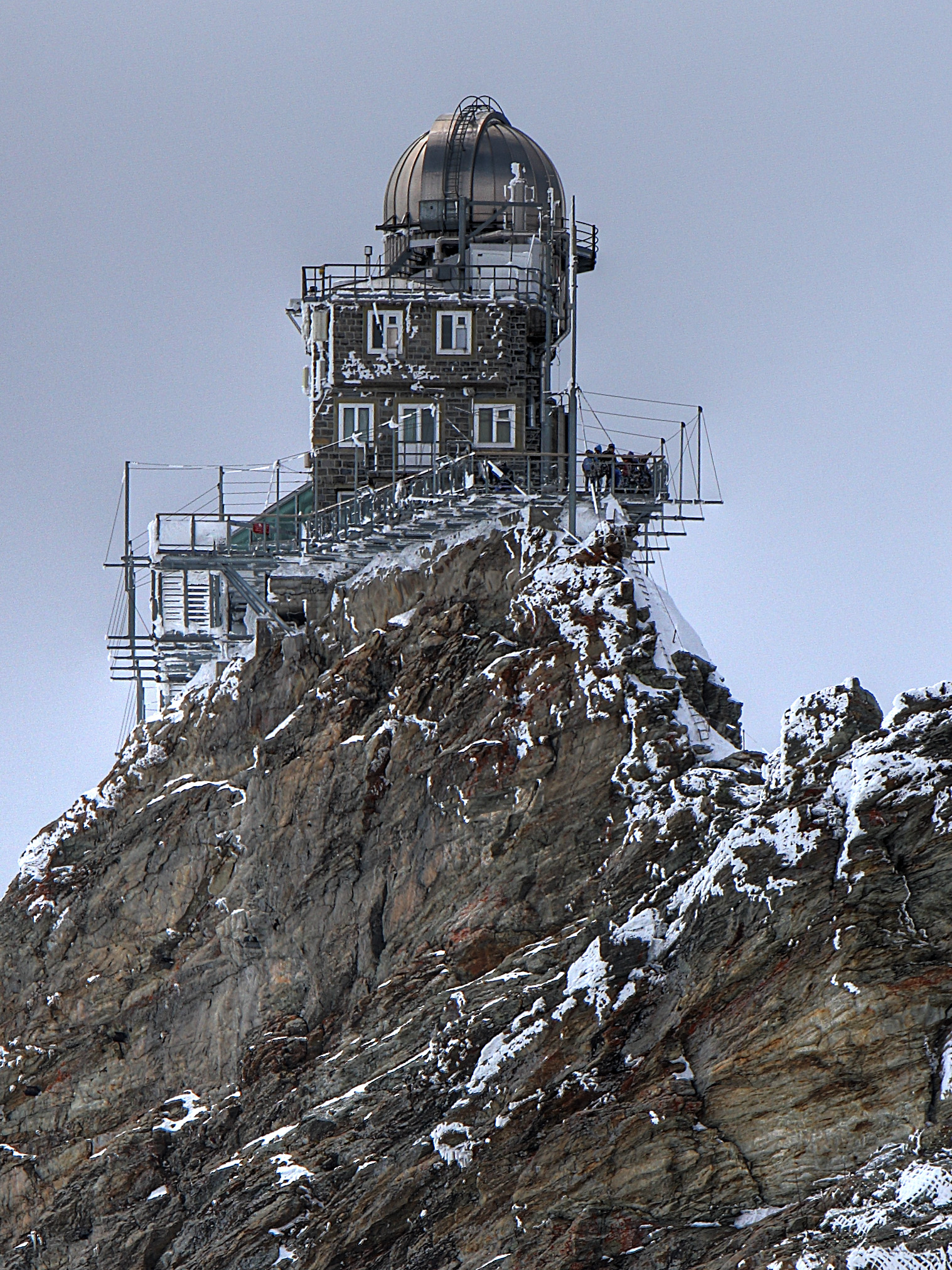
Sphinx

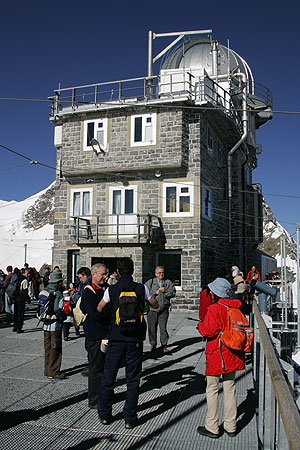
Sphinx

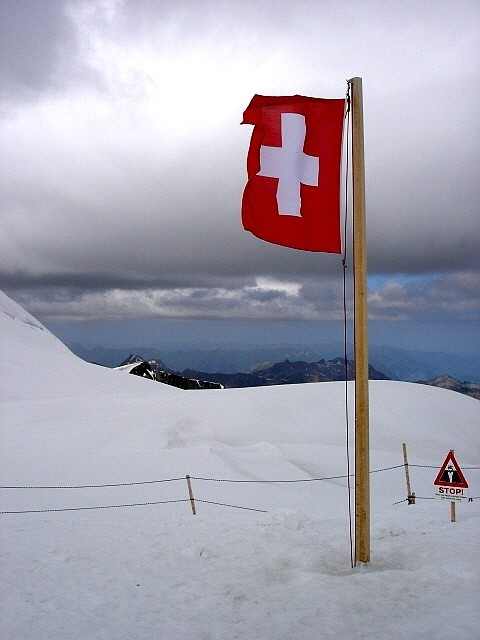
Vlajka na ledovci

Observatoř Sphinx se nachází ve Švýcarsku v sedle Jungfraujoch v Bernských Alpách na rozmezí mezi kantony Bern a Valais. Položení observatoře je 3 450 m n. m., laboratoř Sphinx je výšce 3 580 m n. m. což umožňuje vědecká pozorování a měření s vyloučením znečištění ovzduší. Tlak vzduchu v této výšce se pohybuje v rozmezí 619 - 675 mbar, průměrná hodnota tlaku je 653,3 mbar. Teplota se pohybuje od -37 °C až +10 °C, průměrná teplota je -8,2 °C.
Okolí observatoře a vyhlídková terasa, stejně jako sedlo Jungfraujoch je přístupné veřejnosti.

## Historie
Po smrti průkopníka projektu vědecké laboratoře na Jungfraujoch Alfred de Quervaina pokračoval v plánech Victor Hess, který dále prosazoval plány na vědeckou laboratoř na Jungfraujoch. Pod jeho vedením byla v roce 1930 založena "Mezinárodní nadace pro výzkum vysoké nadmořské výšky stanic Jungfraujoch a Gornergrat" (International Foundation High Alpine Research Station Jungfraujoch).
Pouze o jeden rok později byl zahájen provoz výzkumné stanice a byl slavnostně zahájen rozsáhlý výzkum v oblasti fyziologie, meteorologie, ledovců, záření, astronomie a kosmického záření. Observatoř Sphinx, která se později stala symbolem vědecké činnosti na Jungfraujoch pro miliony turistů, byla dokončena v roce 1937. První astronomická kopule byla instalována na střechu v roce 1950. Vzhledem k rostoucí poptávce po možnosti pozorování a finančních potížích na stanici Gornergrat, byly obě vědecké stanice sloučeny koncem roku 1960 pod jednu nadaci (odtud název uvedený výše).

## Dostupnost
Sedlo Jungfraujoch je celoročně dostupné železnicí Jungfraubahn z průsmyku Kleine Scheidegg. Možné přístupové cesty jsou dvě, a to: Interlaken Ost - Lauterbrunnen - Kleine Scheidegg - Jungfraujoch nebo Interlaken Ost - Grindelwald - Kleine Scheidegg - Jungfraujoch. Cesta vlakem z Interlakenu trvá přibližně 2,5 hodiny. Z konečné stanice Jungfraujoch je možno se tesanými tunely dostat pod Sphinx a použít rychlovýtah na vrchol hory.
Nejbližší bod pro automobilovou dopravu s možností parkování je Lauterbrunnen a Grindelwald Grund.

## Observatoř
Výzkumná stanice je základnou operací pro všechny vědecké práce. Objekt dnes zahrnuje čtyři laboratoře, pavilon pro výzkum kosmického záření, mechanické dílny, knihovnu, kuchyň, obývací pokoj, deset ložnic, koupelny a ubytování depozitářů. Hlavní vybavení zahrnuje stroje na výrobu kapalného vzduchu. Od založení výzkumné stanice, byla infrastruktura průběžně přizpůsobována potřebám uživatelů (elektřina, voda, telefon, chemie a lékařské laboratoře, kapalný dusík jako chladivo, fax, internet).
Observatoř Sphinx obsahuje dvě velké laboratoře, meteorologické stanice, dílny, dvě terasy pro vědecké experimenty a astronomické i meteorologické kupole. Astronomická kopule je vybavena 76 cm dalekohledem Cassegrain and Coudé focus. Díky nedávné velké investici, kterou poskytla společnost Jungfraubahn, byla postavena nová budova Sphinx, která může nabídnout více možností pro krátkodobé venkovní experimenty.
Dvě kopule se nacházejí na výzkumné stanici, kde se střídají směny vědců na pozorování. K vybavení patří pokoje i pro ubytování výzkumných pracovníků. Vědci dodávají každodenní zprávy o počasí na MeteoSwiss (oficiální švýcarské meteorologické agentury) a provádí neustálý dohled nad velkým počtem automatických vědeckých experimentů.

### První výzkum
Jakmile byla dokončena železnice do sedla Jungfraujoch, začali badatelé využívat možnost snadné dostupnosti tohoto místa a začala jednání o stavbě vědecké stanice. Nejvíce se stavbu vědecké stanice zasadil Alfred de Quervain, slavný meteorolog a badatel. Na jeho iniciativu byla v roce 1922 založena komise Jungfraujoch Commission of the Schweizerische Naturforschende Gesellschaft (nově Swiss Academy of Sciences, scnat). Pouze o čtyři roky později, byl otevřen první meteorologický pavilon postavený na ledovci. V letech 1922-1927 E. Schär ze Ženevy provedl rozsáhlá astronomická pozorování pomocí přístrojů umístěných na volném sněhu a ledu. Vzhledem ke klimatickým podmínkám panujícím v sedle bylo zřejmé, že je potřeba přístřeší. Na základě podnětu od ženevských astronomů R. Gautiera a G. Tiercy, byla postavena malá astronomická observatoř. V roce 1928 D. Chalonge, francouzský průkopník v astrofyzice a jeden ze zakladatelů Institut d'Astrophysique de Paris, prováděl měření ozónu a započal hvězdnou spektroskopii. Po objevu kosmického záření, Victorem Hessem v roce 1912, se stala vysoká nadmořská výška lokality důležitá pro studium vlastností tohoto záření. Oblast Jungfrauregionu byla ideální pro zkoumání rozdílů v intenzitě podle závislosti na nadmořské výšce.
V roce 1925 a 1926 Kolhörster a von Salis uskutečnili dvě slavné expedice na Jungfraujoch, a dokonce i na vrchol Mönch.

## Historie vědecké stanice
- 1950 – Université de Liege v Belgii začala spektrometrie měření slunečního záření. Tyto výsledky se objevily v prvním atlasu slunečního spektra s frekvencí mezi 2,8 a 23,7 µm. Tento atlas byl produkován Migeotte, Neven und Swensson a byl základem pro pozdější doplnění do frekvence 0,3 - 1 µm do Delbouille, Roland, a Neven. Tento dokument je stále celosvětově uznávaným odkazem na spektra slunečního světla a je zásadní v oblasti astronomie a teoretické spektroskopie.
- Výzkum v oblasti kosmického záření provádí Blackett a Wilson, výzkum poskytuje základní výsledky za které byly uděleny dvě Nobelovy ceny za fyziku (Maynard, 1948 a Powell, 1950).
- 1962 – Vynikající průhlednost atmosféry nad Jungfraujoch umožnila německým fyzikům Labsovi a Neckelovi učinit první absolutní měření sluneční konstanty.
- Astronom ženevské Golay vyvinul 7barevný fotometr pro klasifikaci hvězd. To znamená, že klasifikace je základem pro unikátní katalog, který již zahrnuje více než 40.000.
- 1982 – Po sluneční erupci 3. června 1982 bylo detektorem Physikalisches Institut Univerzity v Bernu poprvé dokázána přítomnosti vysoké sluneční energie neutronů v zemské atmosféře
- 1990 – Rakouský výzkumníci Blumthaler a Ambach získali celosvětovou pozornost za první přímé měření zvýšení intenzity UV záření na Zemi

Tento přehled důležitých vědeckých prací ukazuje na důležitost výzkumu na Výzkumné stanice Jungfraujoch:
medicína › kosmické paprsky / astrofyzika › astronomie / v posledních několika letech se do popředí dostává výzkum životního prostředí.